# Benjamin Wright Raymond
Benjamin Wright Raymond (15 de junio de 1801 - 6 de abril de 1883) fue un político estadounidense elegido dos veces como alcalde de Chicago, Illinois (1839-1840 y 1842-1843) por el Partido Whig.

## Primeros años
Raymond nació en Rome (Nueva York), hijo de Benjamin y Hannah Raymond, y tomó su segundo nombre del apellido de soltera de su madre. Se educó en la Academia St. Lawrence en Potsdam (Nueva York), así como en Montreal, Canadá. Regresó a East Bloomfield y trabajó como comerciante antes de decidir probar suerte en el sector inmobiliario en Chicago en 1836, con el respaldo de su amigo, Simon Newton Dexter. En 1835, se casó con Amelia Porter, la hijastra del juez Josiah Porter de East Bloomfield.

## Carrera política
Raymond fue elegido alcalde de Chicago dos veces. En 1839 resultó elegido el tercer alcalde de la ciudad, derrotando a James Curtiss. Buscó la reelección sin éxito en 1840, perdiendo ante Alexander Loyd. En 1842, fue elegido para un segundo mandato como sexto alcalde de Chicago, derrotando al titular, Francis Cornwall Sherman. En ese momento, los mandatos en la alcaldía eran de un año.
Durante sus mandatos como alcalde, Raymond se aseguró de que State Street fuera una vía amplia. Durante su primer año en el cargo, aseguró el sitio de Fort Dearborn para la ciudad de Chicago, cuando fue vendido por el gobierno federal.
De 1847 a 1848, sirvió como concejal del tercer sector de Chicago.

## Carrera empresarial

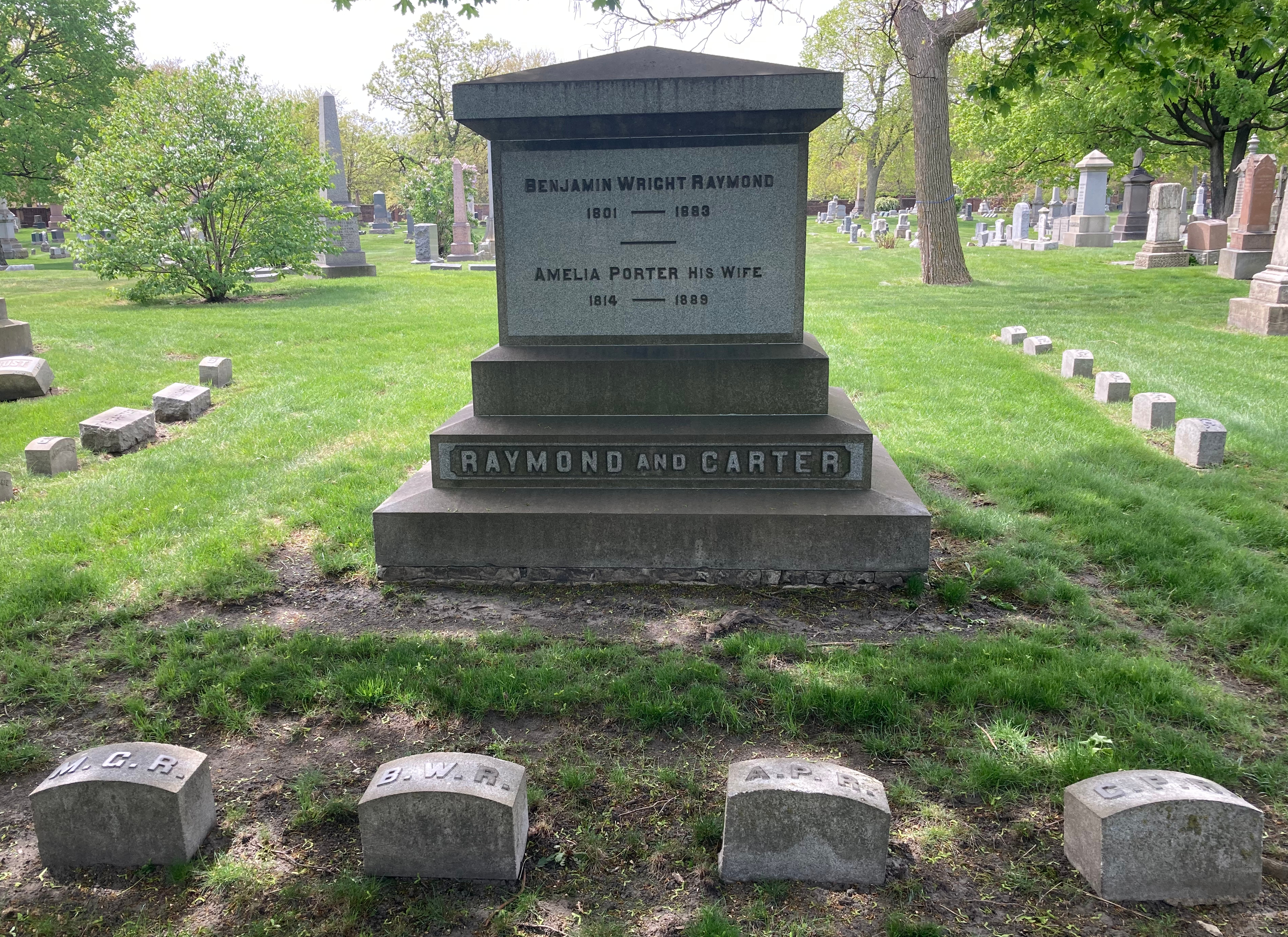
La tumba de Raymond en el cementerio de Graceland

En 1843, después de terminar su segundo mandato como alcalde, Raymond y Dexter construyeron la primera fábrica de lana en Illinois, en Elgin. Raymond también presidió el consejo de administración del Ferrocarril Fox River, que conectaba Elgin con Lake Geneva (Wisconsin). En la década de 1850, fue fundamental para obtener la carta de concesión para la Lake Forest University y construir la ciudad de Lake Forest (Illinois).
En 1864, cuando J.C. Adams de la Waltham Watch Company se puso en contacto con él, Raymond aceptó aportar el dinero necesario para iniciar una empresa de relojes en el Medio Oeste. Ambos decidieron construir la empresa en Elgin, que donó 35 acres (141 640,1 m²) de tierra a los empresarios. El edificio se completó en 1866 y albergó la Elgin National Watch Company. El primer modelo que fabricó la empresa se llamó B.W. Raymond.
Raymond falleció en 1883 en Chicago, a los 81 años de edad. Está enterrado en el Cementerio Graceland de Chicago.